# Новоалександровка (Запорожский район)
Новоалекса́ндровка (укр. Новоолександрівка) — село,
Новоалександровский сельский совет,
Запорожский район,
Запорожская область,
Украина.
Код КОАТУУ — 2322187901. Население по переписи 2001 года составляло 1473 человека.
Является административным центром Новоалександровского сельского совета, в который, кроме того, входят сёла
Новооленовка и
Юльевка.

## Географическое положение
Село Новоалександровка находится на расстоянии в 0,5 км от села Новооленовка и в 6-и км от села Григоровка.
Рядом проходит автомобильная дорога Т-0803.

## История
- На окраинах села находятся несколько курганов, исследовано поселение эпохи бронзы. В могильнике раннеславянской черняховской культуры обнаружено 6 захоронений.
- 1879 год — дата основания как село Поди.
- В 1914 году переименовано в село Александрталь.
- В 1932 году переименовано в село Новоалександровка.

Бывшее лютеранское немецкое село, основано в 1869 году.

## Экономика
- Новоалександровский кирпичный завод, ПАО.
- Военный полигон «Близнецы».

## Объекты социальной сферы
- Школа.
- Детский сад.
- Дом культуры.
- Фельдшерско-акушерский пункт.

## Экология
- В 1,5 км от села расположен шламонакопитель завода «Запорожсталь».

## Достопримечательности
- Братская могила советских воинов.